# Eqbal Ahmad
Eqbal Ahmad (1933/34 - 11 de mayo de 1999) fue un escritor, periodista y activista del pacifismo de origen pakistaní, que desarrolló gran parte de su carrera en los Estados Unidos. Ahmad se mostró a un tiempo crítico con la estrategia de la gran potencia norteamericana en Oriente Próximo y con la mezcla de fanatismo y nacionalismo que imperaba en países como su Pakistán natal.

## Obra
- The Selected Writings of Eqbal Ahmad, Columbia University Press, 2006, ISBN 0-231-12711-1.

## Enlaces
- "Eqbal Ahmad", por Edward Said

- Datos: Q3051951
- Multimedia: Eqbal Ahmad / Q3051951